# 蓝商高速公路
蓝田至商州高速公路，简称蓝商高速，是中国国家高速公路网福银高速公路（G70）在陕西省境内的重要组成路段。西商高速公路通车前，曾与沪陕高速公路（G40）共线使用。起于蓝田县三里镇席家河，与西蓝高速公路相接，经大寨、辋川、草坪，翻越秦岭，再经杨斜、麻池河、杨峪河、刘湾，止于商州区郭涧村，顺接商漫高速公路，并通过商州联络线与商界高速公路相接，全长92.790公里，采用四车道高速公路标准修建，设计车速80-100公里/小时。其中特大桥（双幅）2042米/4座、大中桥（双幅）13098米/100座、隧道（单洞）37439米/35座、互通式立交7处，于2008年10月建成通车。